# 香槟 (沃州)
香槟（法語：Champagne，法語發音：[ʃɑ̃paɲ] ⓘ）是瑞士西部法语区沃州的一个市镇，在行政上属于沃州北汝拉区管辖。香槟的总面积为3.92平方公里。截至2010年底，总人口为811。